# Adam Smoliński

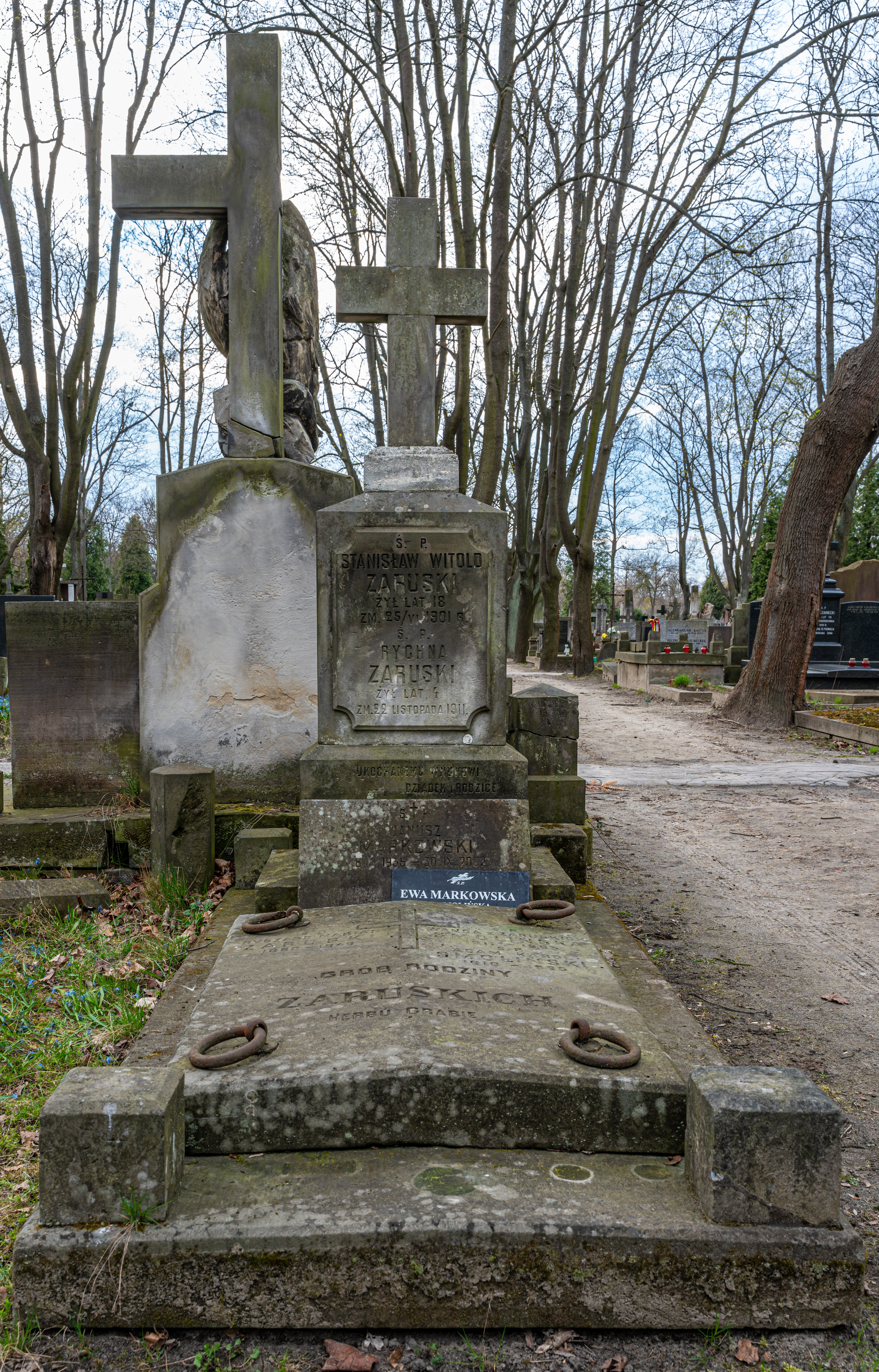
Grób Adama Smolińskiego na cmentarzu Powązkowskim

Adam Karol Smoliński (ur. 10 października 1910 w Radziechowie, zm. 29 lutego 1996 w Warszawie) – polski inżynier elektryk, profesor zwyczajny Politechniki Warszawskiej, a w latach 1951−1952 dziekan Wydziału Łączności (obecnie Wydział Elektroniki i Technik Informacyjnych), członek rzeczywisty Polskiej Akademii Nauk, Doctor honoris causa Wojskowej Akademii Technicznej, honorowy członek Stowarzyszenia Elektryków Polskich, dożywotni członek Institute of Electrical and Electronics Engineers oraz Institution of Electrical Engineers, członek the New York Academy of Sciences i The Electromagnetic Academy.

## Życiorys
Był synem Antoniego Smolińskiego – dyrektora Budowy Kolei w Krakowie i Heleny Brüch. W 1928 zdał maturę w Gimnazjum Klasycznym w Katowicach. W 1933 ukończył na Wydziale Elektrycznym Politechniki Warszawskiej na kierunku radiotechnika i elektrotechnika. Jego praca magisterska pod kierunkiem profesora Janusza Groszkowskiego została uznana za wyróżniającą przez Radę Wydziału Elektrycznego. Po ukończeniu studiów do wybuchu II wojny światowej pracował w Państwowych Zakładach Tele- i Radiotechniki na stanowiskach od konstruktora do dyrektora technicznego. Jego konstrukcje z tego okresu dotyczyły między innymi wzmacniaczy, które były wykorzystywane między innymi w Polskim Sejmie, na transatlantykach MS „Piłsudski” i MS „Batory”. Bezpośrednio przed wojną opracował modulator anodowy do radiostacji dla Sztabu Generalnego Wojska Polskiego.
Podczas II wojny światowej był kierownikiem Wydziału Fernmeldetechnische Stadtwerke utworzonych na miejsce Państwowych Zakładów Tele- i Radiotechniki, w którego warsztatach wykonywano sprzęt radiotechniczny dla AK. Wraz z zespołem profesora Janusza Groszkowskiego pracował nad rozszyfrowaniem systemu sterowania latających bomb V1 i rakiet V2 przechwyconych przez Armię Krajową (zobacz operacja Most III).
Bezpośrednio po wojnie, w 1945 obronił pracę doktorską. Również w tym czasie uruchamiał Państwowe Zakłady Tele- i Radiotechniczne, a następnie w latach 1949–1952 pracował w Państwowym Instytucie Telekomunikacyjnym. Równolegle, od 1945 prowadził działalność dydaktyczną na Wydziale Elektrycznym Politechniki Warszawskiej. Dodatkowo w latach 1947-1950 pełnił funkcję kierownika Oddziału Telekomunikacji Wydziale Elektrycznym, z którego w 1951 powstał Wydział Łączności (obecna nazwa Wydział Elektroniki i Technik Informacyjnych). Był dziekanem tego wydziału w latach 1951–1952 oraz organizatorem i kierownikiem Katedr Podstaw Telekomunikacji – Układów Elektronicznych; organizatorem i opiekunem Katedry Magnetyków i Dielektryków, kierownikiem Zakładu Układów Elektronicznych, potem Zakładu Układów i Aparatury Mikrofalowej w Instytucie Podstaw Elektroniki.
Równolegle z pracą na Politechnice Warszawskiej, w latach 1953–1966 w Instytucie Podstawowych Problemów Techniki PAN organizował i kierował Pracownią Magnetyków w Zakładzie Elektroniki IPPT PAN. Był kierownikiem Zakładu Magnetyków IPPT PAN, zastępcą dyrektora ds. naukowych (1963–1966), członkiem Rady Naukowej (1960–1978). Od 1960 zajmował się również tematyką modulacji i detekcji światła laserowego. W latach 1970–1985 pracował nad światłowodami.
Był autorem przeszło 250 publikacji naukowych i popularyzatorskich, patentów i wzorów użytkowych.
Pochowany na cmentarzu Powązkowskim w Warszawie (kw. 87-5-1).

## Wykaz prowadzonych prac doktorskich
- Wiktor Golde – 1954
- Aleksander Bagiński – 1960
- Romuald Wadas – 1960.
- Arkadiusz Góral – 1962
- Jerzy Helsztyński – 1963
- Piotr Bublewicz – 1964
- Zbigniew Kaczkowski – 1964
- Jerzy Pawłowski – 1965
- Jacek Kulikowski – 1966
- Witold Solnica – 1966
- Janusz Markowski – 1966
- Krzysztof Kowalski – 1966
- Henryk Lachowicz – 1967
- Tomasz Postupolski – 1968
- Stanisław Stuchły – 1968
- Magdalena Hofmokl – 1968
- Maria Rzepecka – 1969
- Zenon Krzycki – 1969
- Jacek Twardowski – 1970
- Michał Rzewuski – 1971
- Andrzej Kraszewski – 1972
- Janusz Dobrowolski – 1973
- Marian Majewski – 1973
- Bohdan Lisowski – 1975
- Marian Pospieszalski – 1976
- Jerzy Kaliński – 1976
- Andrzej Zdobych – 1976
- Maciej Piekarniak – 1979
- Edward Sędek – 1980
- Marek Faber – 1980
- Ryszard Romaniuk – 1980
- Krzysztof Antoszkiewicz – 1983
- Andrzej Tadeusiak – 1983

## Działalność stowarzyszeniowa
- wiceprzewodniczący Sekcji Elektroniki Stowarzyszenia Elektryków Polskich (SEP) – 1972-1978
- członek Jury Konkursu im. Pożaryskiego organizowanego przez SEP
- odznaczony Złotą Odznaką Honorową SEP – 1969
- członek honorowy SEP – 1987
- członek założyciel Polskiego Towarzystwa Elektrotechniki Teoretycznej i Stosowanej – 1961-1985
- członek założyciel Polskiego Towarzystwa Astronautycznego – 1955

## Działalność w organizacjach zagranicznych
- Członek Komisji Radioelektroniki Międzynarodowej Unii Nauk Radiowych – URSI 1956-1986
- Przewodniczący Polskiego Komitetu Narodowego URSI – 1972
- Wiceprzewodniczący, przewodniczący Komisji Radioelektroniki URSI 1972-1978
- Wiceprezydent URSI 1978-1983
- Członek Institution of Electrical Engineers IEE – od 1957, Chartered Electrical Engineer od 1966, Fellow od 1975
- Członek Rady Redakcyjnej czasopisma Electronic Letters IEE – 1965-1974
- Członek – Senior member Institute of Electrical and Electronics Engineers – IEEE od 1958, Fellow od 1975, Life Fellow od 1984
- Organizator i pierwszy przewodniczący Polskiej Sekcji IEEE (1972-1979), członek zarządu Sekcji (1979-1985)
- Organizator i pierwszy przewodniczący Polskiej Sekcji The International Society for Optical Engineering 1988

## Odznaczenia, wyróżnienia i nagrody
- Krzyż Komandorski Orderu Odrodzenia Polski – 1973
- Krzyż Oficerski Orderu Odrodzenia Polski – 1964
- Order Sztandaru Pracy I klasy – 1988
- Order Sztandaru Pracy II klasy – 1980
- Złoty Krzyż Zasługi 1955
- Złoty Medal „Za Zasługi dla Obronności Kraju” – 1980
- Srebrny Medal „Za Zasługi dla Obronności Kraju” – 1973
- Brązowy Medal „Za Zasługi dla Obronności Kraju” – 1968
- Medal 40-lecia Polski Ludowej – 1985
- Medal 10-lecia Polski Ludowej – 1955
- Medal Komisji Edukacji Narodowej – 1976
- Medal 25-lecia Wydziału Elektroniki Politechniki Warszawskiej – 1975
- Złota odznaka „Zasłużony dla Politechniki Warszawskiej” – 1978
- Medal 100-lecia IEEE
- Medal im. Barkhausena Akademii Nauk NRD – 1981
- Medal Politechniki Białostockiej – 1991
- Medal Marynarki Wojennej – 1978
- Medal za zasługi dla Wojskowej Akademii Technicznej – 1985
- Odznaka tytułu honorowego „Zasłużony Nauczyciel PRL” – 1981
- Nagroda Państwowa II stopnia zespołowa (kierownik zespołu, Wiktor Golde, Romuald Wadas)
- Nagrody I stopnia Ministra Nauki, Szkolnictwa Wyższego i Techniki – 1956, 1961, 1974, 1981
- Nagroda indywidualna I stopnia Komitetu Przemysłu Obronnego Rady Ministrów – 1989

## Ważniejsze publikacje książkowe
- Adam Smoliński: Zasady Wzmacniania Tom 1. Warszawa: PIT, 1947. Brak numerów stron w książce
- Adam Smoliński: Zasady Wzmacniania Tom 2. Warszawa: PWT, 1952. Brak numerów stron w książce
- Adam Smoliński: Zasady Wzmacniania Tom 3. Warszawa: PWT, 1956. Brak numerów stron w książce
- Adam Smoliński: Zasady Wzmacniania Tom 4. Warszawa: WNT, 1964. Brak numerów stron w książce
- Adam Smoliński: Wzmacniacze szeroko-pasmowe i impulsowe. Warszawa: WNT, 1964. Brak numerów stron w książce
- Adam Smoliński: Mikrofalowa Elektronika Ciała Stałego. Ossolineum, 1973. Brak numerów stron w książce
- Adam Smoliński: Światłowody i ich zastosowania. Ossolineum, 1980. Brak numerów stron w książce
- Adam Smoliński: Optoelektronika Światłowodowa. Warszawa: WKŁ, 1985. Brak numerów stron w książce